# Goldstone (film)
Pour les articles homonymes, voir Goldstone.
Série
Mystery Road
(2013)
Pour plus de détails, voir Fiche technique et Distribution.
Goldstone est un thriller australien écrit et réalisé par Ivan Sen, sorti en 2016. Il est la suite de Mystery Road, sorti en 2013.

## Synopsis
L'inspecteur aborigène Jay Swan arrive dans la petite localité minière de Goldstone, perdue au cœur du désert australien, pour retrouver une jeune femme portée disparue. Il fait connaissance avec un jeune policier, Josh, et il est aussitôt attaqué dans sa chambre d'hôtel. Un climat hostile s'installe et la communauté le rejette et le menace. Swan, à l'aide de Josh, est prêt à tout pour découvrir la vérité concernant la jeune femme et s'apprête ensemble à s'attaquer au réseau de crime et de corruption, impliquant la maire, la mine et le Conseil des terres aborigènes, pour rétablir la justice et sauver la terre de ses ancêtres.

## Fiche technique
- Réalisation, scénario, photographie, montage et musique : Ivan Sen
- Production : David Jowsey et Greer Simpkin
- Pays d'origine :  Australie
- Langue originale : anglais
- Genre : thriller
- Durée : 110 minutes
- Dates de sortie : 
  -  Australie : 8 juin 2016

## Distribution
- Aaron Pedersen (VFB : Michelangelo Marchese) : Jay Swan
- Alex Russell (VFB : Pierre Lognay) : Josh
- David Gulpilil (VFB : Michel Hinderyckx) : Jimmy
- Jacki Weaver (VFB : Nicole Shirer) : Maureen, la maire
- David Wenham (VFB : Franck Dacquin) : Johnny
- Aaron Fa'aoso : Bear
- Pei-Pei Chang (VFB : Carine Seront) : Madame Lao
- Michael Dorman : Patch
- Kate Beahan (VFB : Myriem Akheddiou) : Pinky
- Gillian Jones : Sally
- Max Cullen : Old Timer
- Michelle Davidson (VFB : Cathy Boquet) : May
- Tommy Lewis : Tommy
- Steve Rodgers : Mick
- Ursula Yovich : Maria

Version française
- Studio de doublage : C YOU SOON
- Direction artistique : Alexandra Correa
- Adaptation : Dimitri Botkine